# Racing Stripes
Racing Stripes (no Brasil, Deu Zebra!; em Portugal, Corrida (a)Rriscada) é um filme de comédia estadunidense de 2005, dirigido por Frederik Du Chau. Foi lançado nos cinemas em 14 de janeiro de 2005 pela Warner Bros. O filme é estrelado por Hayden Panettiere, Bruce Greenwood, Wendie Malick e M. Emmet Walsh, com os talentos vocais de Frankie Muniz, Mandy Moore, Michael Clarke Duncan, Jeff Foxworthy, Joshua Jackson, Joe Pantoliano, Michael Rosenbaum, Steve Harvey, David Spade, Snoop Dogg, Fred Dalton Thompson, Dustin Hoffman e Whoopi Goldberg.
Foi filmado em Pietermaritzburg e Nottingham Road, na África do Sul. O filme recebeu críticas mistas dos críticos e faturou US$ 90 milhões. Racing Stripes foi lançado em DVD e VHS em 10 de maio de 2005 pela Warner Home Video.
A dublagem brasileira apresenta as vozes de Bruno Gagliasso, Cissa Guimarães, Evandro Mesquita, João Gordo e Matheus Nachtergaele.

## Sinopse
O filme conta a história de Stripes (Listrado, no Brasil), uma zebra abandonada ainda filhote por um circo itinerante durante uma tempestade. Resgatado pelo viúvo e ex-treinador de cavalos de corrida Nolan Walsh, o potro é levado para a fazenda, onde passa a ser criado pela de filha de Nolan, Channing. Nolan parou de competir desde a morte da mulher em uma corrida.
Listrado cresce acreditando ser um cavalo de corrida, ao atingir a fase adulta, Listrado se apaixona por Sandy, uma égua saltadora(no Bonus é mostrado que eles tiveram um filhote). Decidida a superar o trauma de seu pai, Channing decide participar das corridas, junto com Listrado. Várias pessoas não a levam a sério, afinal ninguém acredita que uma "zebra" seja capaz de competir numa corrida de cavalos. 
Com a ajuda de seus vários amigos animais e de Channing, Listrado tenta fazer com que seu sonho se torne realidade.

## Elenco

### Humanos
- Hayden Panettiere como Channing "Chan" Walsh, a filha de 13 anos de Nolan e uma jovem de espírito livre, que está determinada a andar a cavalo e, apesar de sua falta de oportunidade, ela tem um talento natural como sua mãe, Carolyn, que morreu quando ela tinha 10 anos.
- Bruce Greenwood como Nolan "O Chefe" Walsh, o pai viúvo de Channing, fazendeiro de milho e treinador aposentado de cavalos que não consegue suportar cavalos de treinamento desde que sua esposa, Carolyn, foi morta quando seu cavalo de corrida tropeçou seis anos atrás. Temendo que Channing se machuque se ela cavalgar, ele se recusa a deixá-la em qualquer lugar perto de uma sela até quase o final do filme, onde ele finalmente quer ajudar Channing e Listrado na grande corrida e finalmente os encoraja a entrar nela.
- M. Emmet Walsh como xerife Woodzie, um velho jogador de corrida e amigo da família Walsh. Ele simpatiza com Channing, principalmente porque vê nela o mesmo presente que estava presente em sua falecida mãe.
- Wendie Malick como Clara Dalrymple, ex-empregadora de Nolan, chefe de Channing e principal vilã do filme. Ela admira Trenton Pride e Ruffshodd e só vê a competição de Kentucky Open como um meio de negócios e dinheiro, não estando preocupada com o bem-estar de seus cavalos.
- Gary Bullock como John Cooper, um dos treinadores de cavalos de corrida de Kentucky Open. Ele não concorda com as ações e opiniões de sua chefe Dalrymple em empurrar seus cavalos para além de seus limites, mas continua a seguir suas instruções para receber seus contracheques.

### Animais
- Frankie Muniz como Listrado (em inglês:  Stripes), uma jovem e dedicada zebra que deseja competir na corrida do Kentucky Open, o que leva ao bullying dos cavalos locais, com a única exceção de Sandy, por quem ele gosta. Seu eu mais jovem foi dublado por Jansen Panettiere, irmão de Hayden Panettiere.
  - No Brasil, Listrado foi dublado por Bruno Gagliasso.[5]
- Dustin Hoffman como Tucker, um pônei Shetland que costumava ajudar Nolan a treinar cavalos de corrida, incluindo Sir Trenton. Ele apresenta um comportamento mal-humorado depois de anos treinando cavalos ingratos antes de se aposentar. Mas então ajuda Listrado, ensinando-o a correr, sendo que ele foi o único que ficou realmente agradecido por sua ajuda.
- Whoopi Goldberg como Franny, uma cabra Saanen idosa que constantemente incentiva Listrado a perseguir seu sonho e lhe dá muitas palavras de conselho. Ela parece ser o único animal na fazenda ciente de como Tucker está chateado com sua aposentadoria.
  - No Brasil, Franny foi dublada por Cissa Guimarães.[6]
- Mandy Moore como Sandy, uma potro árabe e saltador profissional. Ela é o único cavalo que apoia o sonho de Listrado de se tornar um cavalo de corrida. Ela e Listrado têm sentimentos românticos um pelo outro, que se tornam mútuos no final do filme. Depois que Listrado vence, ela acaba indo morar na fazenda como parte da aposta de Nolan e Dalrymple.
- Steve Harvey e David Spade como as moscas Buzz e Scuzz, uma dupla de irmãos Mutuca que servem como alívio cômico do filme e são bons amigos de Tucker. O Buzz é maior e tem olhos azuis e cabelos penteados, enquanto o Scuzz é mais magro e tem olhos vermelhos e cabelos bagunçados. Os irmãos têm um gosto musical diferente: Scuzz é fã de rap, enquanto Buzz prefere músicas mais clássicas.
  - No Brasil, Buzz e Scuzz foram dublados por João Gordo e Matheus Nachtergaele.[6]
- Jeff Foxworthy como Reggie, o galo da fazenda Walsh, que quer dizer coisas boas, mas não é muito inteligente. Ele atua como locutor de notícias para o resto dos animais da fazenda.
- Joe Pantoliano como Goose, um pelicano branco americano com sotaque nova-iorquino da cidade grande. Ele afirma que se mudou para a fazenda para escapar de vários outros pássaros que o atingiram e que ele era um "pássaro atingido". Presumivelmente, são suas experiências que o deixam com medo de barulhos altos.
  - No Brasil, Goose foi dublado por Evandro Mesquita.[6]
- Snoop Dogg como Lightning, o preguiçoso Bloodhound da família que fala enquanto dorme.
- Fred Dalton Thompson como Sir Trenton, um arrogante cavalo preto puro-sangue que vê em seu filho, Trenton Pride, um substituto perfeito para continuar seu legado. Ele também parece ver a competição de Kentucky Open como sua propriedade, o que leva à sua natureza antagônica a Listrado, que ele acredita que pode arruiná-la. Ele também é um dos ingratos ex-cavaleiros de corrida de Tucker, antes de Nolan e Tucker se aposentarem.
- Joshua Jackson como Trenton Pride, filho de Sir Trenton, que é um valentão e adora zombar de Listrado em todas as chances que tem, mas ainda acredita em vencer uma corrida da maneira justa e honesta, ao contrário de seu pai e outros cavalos. No entanto, até o final do filme, ele faz as pazes e se torna amigo de Listrado, tendo ficado impressionado com sua capacidade de corrida. Seu eu mais jovem foi dublado por Kyle Alcazar.
- Michael Rosenbaum como Ruffshodd, amigo e lacaio de Pride. A princípio, parece que ele intimida Listrado e Pride apenas por falta de bajulação e pelo medo do pai de Pride, mas, na realidade, ele é um valentão pior de longe, mostrando-se bastante ansioso em ajudar Sir Trenton a ameaçar Sandy, a fim de manter Listrado fora das corridas no Kentucky Open. Isso é mais evidenciado quando ele tenta sabotar persistentemente o Listrado durante a competição do Kentucky Open. Seu eu mais jovem foi dublado por Frankie Ryan Manriquez.
- Michael Clarke Duncan como Clydesdale, um cavalo Clydesdale que atua como MC e supervisiona as corridas de Bluemoon.

## Dublagem brasileira
(Estúdio: Álamo)
- Bruno Gagliasso - Listrado
- Tatiane Keplmair - Channing
- Sérgio Moreno - Nolan
- Cissa Guimarães - Franny
- Evandro Mesquita - Ganso
- Matheus Nachtergaele - Scuzz
- João Gordo - Buzz
- Letícia Quinto - Sandy
- Antônio Moreno - Tucker
- Cecília Lemes - Clara
- Vágner Fagundes - Ruffshodd
- Guilherme Lopes - Sir Treton
- Marcelo Campos - Pride

## Trilha sonora
A trilha sonora do filme foi composta por Mark Isham, que também produziu e co-escreveu "Taking the Inside Rail" com Sting; e "It Ain't Over Yet", escrita por Bryan Adams, Gretchen Peters e Eliot Kennedy e produzida por Adams. O álbum da trilha sonora foi lançado em 11 de janeiro de 2005 pela gravadora Varèse Sarabande.
1. Taking the Inside Rail - Sting
2. It Was a Dark and Stormy Night
3. At Home on Walsh Farm
4. I'm a Racehorse!
5. The Blue Moon Races
6. A Pelican Named Goose
7. Tucker Lays It Out!
8. Goose Makes a Hit on the Iron Horse
9. Run Like the Wind
10. Twilight Run
11. Upstaged by a Zebra
12. A Brave Decision
13. Glory Days
14. If You Build It, They Will Come
15. Out of Africa
16. Spring Training
17. Ambushed!
18. Filly in Distress
19. Race Day
20. They're All In!
21. The Big Race
22. In The Winner's Circle
23. It Ain't Over Yet - Bryan Adams
24. The Good, The Bad and The Ugly – Ennio Morricone
25. My Girl – Steve Harvey
26. U Can't Touch This – David Spade
27. Here Comes The Hotstepper - David Spade
28. Ebony and Ivory - Steve Harvey e David Spade
29. Overture, from 'Le nozze di Figaro (The Marriage of Figaro)' K.492 - Hungarian State Orchestra
30. Exsultate, jubillate, K.165 - Kosice Teachers' Choir/Camerata Cassovia
31. Walk This Way - Run-D.M.C.
32. The National Anthem USA
33. Who Let The Dogs Out? - Steve Harvey and David Spade

## Recepção
Comentários do filme foram em garais negativas conquistando 35% no Rotten Tomatoes levando o conceito: ''Um filme divertido que as crianças deveriam ser tolerável para adultos.''No Metacritic, o filme mantém uma pontuação de 43 em 100, com base em 26 críticos, indicando "revisões geralmente negativas".

## Prêmios e indicações
International Film Music Critics Award (IFMCA) 2005
| Prêmio      | Categoria                             | Nomineação | Resultado |
| ----------- | ------------------------------------- | ---------- | --------- |
| IFMCA Award | Best Original Score for a Comedy Film | Mark Isham | Nomeado   |

Teen Choice Awards 2005
| Prêmio            | Categoria                                 | Nomineação       | Resultado |
| ----------------- | ----------------------------------------- | ---------------- | --------- |
| Teen_Choice_Award | Choice Movie: Animated/Computer Generated | Frederik Du Chau | Nomeado   |